# Seconda battaglia di Zhawar
La seconda battaglia di Zhawar ebbe luogo nella provincia di Paktia tra il 28 febbraio e il 19 aprile del 1986, con l'obiettivo dei sovietici di annientare la locale base logistica dei mujaheddin situata a 3 chilometri dal confine con il Pakistan